# Mike Enzi
Michael Bradley Enzi, dit Mike Enzi, né le 1er février 1944 à Bremerton (État de Washington) et mort le 26 juillet 2021 à Loveland (Colorado), est un homme politique américain, membre du Parti républicain et sénateur du Wyoming au Congrès des États-Unis de 1997 à 2021.

## Biographie
Mike Enzi est né le 1er février 1944 à Bremerton, dans l'État de Washington. Après une scolarité dans les écoles publiques de Thermopolis et Sheridan au Wyoming, il est diplômé de l'université George-Washington en 1966 et d'un MBA de l'université de Denver en 1968. Il est de religion presbytérienne et il est membre de la franc-maçonnerie.
Il participe à la Wyoming Air National Guard de 1967 à 1973.
Homme d'affaires, propriétaire d'un magasin de chaussures, il est maire de Gillette (Wyoming) de 1975 à 1982. De 1987 à 1991, Enzi est député à la Chambre des représentants du Wyoming. À cette date, il entre et reste jusqu'en 1996, au Sénat du Wyoming.
En 1996, Mike Enzi se fait connaitre au niveau fédéral en étant élu au Sénat des États-Unis.
Réélu en 2002, il réalise en 2008, l'un des meilleurs scores des élections sénatoriales, avec 75,63 % des voix recueillies. Il décroche un nouveau mandat lors des élections de 2014 avec 71 % des voix. Le 4 mai 2019, il annonce qu'il ne se représente pas lors des élections de novembre 2020.
Il meurt en juillet 2021 quelques jours après s'être brisé le cou lors d'un accident de vélo à Gillette.

### Positions politiques
Mike Enzi est considéré comme l'un des membres les plus conservateurs du Sénat américain. En dépit de ce positionnement, il est salué comme un membre bipartisan et ouvert aux compromis pour faire adopter des législations, avec notamment la règle des « 80-20 » : ses collègues doivent se concentrer sur les 80 % des opinions communes et laisser de côté les 20 % qui relèvent du désaccord.
Sur les questions économiques et sociales, il s'est engagé contre toutes les mesures visant à étendre le Medicare ou à inscrire davantage d'enfants ou de personnes de classe sociale modeste dans le système de santé public. Il a voté pour l'abrogation de la législation régissant notamment l'impôt sur les successions. Il a voté en faveur de la plupart des projets de loi sur le libre-échange, à l'exception notable du CAFTA. Il est signataire de la charte du Americans for Tax Reform, une organisation conservatrice militant pour la réduction des taxes et la défense de la propriété privée.
Fervent partisan de l'industrie du charbon, il s'est opposé aux propositions de loi visant à promouvoir les énergies alternatives et a défendu le maintien des activités de forage en mer au sein de l'Arctic National Wildlife Refuge (ANWR). Il a milité pour le retrait des États-Unis de l'Accord de Paris sur le climat. Selon le Center for Responsive Politics, Mike Enzi a reçu plus de 270 000 dollars de l'industrie pétrolière et gazière entre 2012 et 2010 pour ses campagnes électorales. 
Sur les questions sociétales, il s'est opposé à l'avortement et a voté en faveur de propositions visant à restreindre la procédure pour les mineurs, les personnes stationnées sur des bases militaires et d'autres groupes. Il a voté en faveur d'amendements constitutionnels qui proposaient d'interdire le mariage homosexuel et la profanation du drapeau. Mike Enzi est également un fervent partisan de la libéralisation des armes à feu et son action a été saluée par la National Rifle Association (NRA). En 2013, il vote contre l'adoption d'un projet de loi qui aurait élargi les vérifications des antécédents pour tous les acheteurs d'armes à feu. En matière de lutte contre l'immigration illégale, il soutient des contrôles plus stricts aux frontières et la construction d'une clôture le long de la frontière américano-mexicaine. Il a voté en faveur du maintien du PATRIOT Act et s'est opposé au renforcement de l'encadrement des écoutes téléphoniques et des droits des détenus du camp de Guantanamo.
Concernant la politique internationale, il est en 2003 un partisan de l'invasion de l'Irak. Il vote en 2010 contre la ratification du Traité New Start, qui engageait les États-Unis et la Russie à ne pas mener une course aux armements dans le domaine des armes nucléaires pour les sept prochaines années.